# Distretto di Buller
Il distretto di Buller è un'autorità territoriale della Nuova Zelanda che si trova entro i confini della regione di West Coast, nell'Isola del Sud. La sede del Consiglio distrettuale si trova nella città di Westport, dove risiede quasi la metà della popolazione dell'intero Distretto.

## Popolazione
Oltre a Westport, altri centri sono Reefton (poco meno di 1 000 abitanti), Karamea (500 abitanti) e Inangahua Junction. L'8% della popolazione del Distretto è di etnia Maori.